# Lene Mayer-Skumanz
Lene Mayer-Skumanz (* 7. November 1939 in Wien) ist eine österreichische Schriftstellerin.

## Leben
Nach der Matura am Gymnasium St. Ursula Wien studierte Lene Mayer-Skumanz Germanistik und Altphilologie. Sie arbeitete zunächst als Lehrerin und war Redakteurin der Kinderzeitschrift Weite Welt. Seit 1965 lebt sie als freie Schriftstellerin.
Ihr Schwerpunkt liegt im Bereich der (religiösen und historischen) Kinder- und Jugendliteratur. Außerdem verfasste sie Hörspiele, Theaterstücke und Lieder (vertont von P. Gottfried Vanoni). Mayer-Skumanz ist verheiratet und lebt mit ihrer Familie in Wien.

## Auszeichnungen und Ehrungen
- 1965 Österreichischer Staatspreis für Kinder- und Jugendliteratur für Ein Engel für Monika
- 1981 Österreichischer Staatspreis für Kinder- und Jugendliteratur
- 1981 Kinderbuchpreis der Stadt Wien
- 1981 Katholischer Kinder- und Jugendbuchpreis für Geschichten vom Bruder Franz
- 1982 Kinderbuchpreis der Stadt Wien
- 1982 Book Award of USA and Canada
- 1983 Kinderbuchpreis der Stadt Wien
- 1987 Österreichischer Staatspreis für Kinder- und Jugendliteratur
- 1990 Österreichischer Staatspreis für Kinder- und Jugendliteratur
- 1990 Verleihung des Berufstitels Professor
- 1994 Kinderbuchpreis der Stadt Wien
- 1994 Österreichischer Staatspreis für Kinder- und Jugendliteratur
- 1994 ORF-BÜBÜ-Preis
- 1995 Österreichischer Würdigungspreis für Kinder- und Jugendliteratur
- 2004 Zehn besondere Bücher zum Andersentag mit Frau Ava

## Werke
- Ein Engel für Monika, 1965
- Mein Onkel der Zauberer, 1968
- Die Wette, 1970
- Der kleine Pater, 1972
- Der blaue Wolf – Die Hexe, 1974
- Märchenreise um die Welt, 1976
- Kukumatz und Draxolotl, 1976
- Murkl und der Wolf, 1976
- Der himmelblaue Karpfen, 1977
- … weil sie mich nicht lassen, 1977
- Anatol, der Theaterkater, 1978
- Der Stern, 1980
- Geschichten vom Bruderj Franz, 1980
- Gibt Florian auf?, 1980
- Jakob und Katharina, 1981
- Der Bernsteinmond, 1982
- Der Unheimliche auf Zimmer 3, 1984
- Das Brennesselgeschenk, 1984
- Die Mutwurzel, 1985
- Katze geht spazieren, 1986
- Der Nußknacker, 1986
- Hoffentlich bald, 1986
- Herr Markus, illustriert von Winfried Opgenoorth, 1987
- Wenn du meinst, lieber Gott, 1987
- Maria, 1987
- Der kleine Hirte und der große Räuber, 1988
- Die kleine Igelfrau, 1988
- Franziskus und seine Gefährten, 1989
- So gut möcht ich hören können, 1989
- Schwester Halleluja in spezieller Mission, 1989
- Hanniel kommt in die Stadt, 1989
- Wer wirft die Sterntaler? … und andere Schulgeschichten, 1989
- Der Stern. Geschichten, Theaterstücke und Gedichte für Weihnachten, 1989
- Ein Engel für den Christbaum, 1990
- Krü, die Schleiereule, 1990
- … dann könnte das Wort in mir wachsen, 1990
- Eine Krippe im Wald, 1990
- Der Turm, 1991
- Wolfgang Amadé Mozart, 1991
- Ein Kuchen für den lieben Gott, 1991
- Der Spion des Königs, 1991
- Suchen wir den Nikolaus, 1991
- Tinogeschichten, 1991
- Das Lügennetz, 1993
- Der Engel, die Schafe und der Wolf, 1993
- Der kleine Faun, 1993
- Hola Servus, 1993
- Ein Löffel Honig, 1994
- Der Ostervogel, 1994
- Glockenspiel und Schneckenhäuser, 1994
- Johannes der Wegbereiter, 1994
- Die Wilden Leute, 1994
- Maria Magdalena, illustriert von Elisabeth Singer, 1995
- Die Adlergroschen, 1995
- Fabian wartet auf Weihnachten, 1995
- Weisheit der Indianer. Vom Leben im Einklang mit der Natur, gemeinsam mit Käthe Recheis und Georg Bydlinski, 1995
- Spitze – Grosse Klasse!, 1995
- Fabian freut sich auf Weihnachten, 1996
- Neue Geschichten, 1996
- Die Weihnachtstrommel, 1996
- Der große Augenblick. Von den Weihnachtsgaben der Schöpfung, illustriert von Ivan Gantschev, 1996
- Buz und Muz. Die Bergmandlkinder, 1997
- Das Weihnachtsbuch, 1997
- Fabian geht zur Erstkommunion, 1998
- Die Weihnachtskatze, 1998
- Sisi. Begegnung mit Kaiserin Elisabeth, (illustriert von  Salvatore Sciascia), 1998
- Die kleine Eule, 1998 (in 42 Sprachen)
- Der Spion des Königs. Eine Weihnachtsgeschichte, 1998
- Der Engel, die Schafe und der Wolf. Eine Weihnachtsfabel, 1998
- Hanniel. – Ein Engel im Sondereinsatz, 1999
- Mit dem Tiger um die Wette. Geschichten, Tipps und Übungen bei Prüfungsangst und Stress, mit Irmgard Heringer, 1999
- Julie, Martin und der Mond, 1999
- Engelshaar und Wunderkerzen. Das Weihnachtsbuch zum Lachen und Machen, 1999, mit  Gerda Anger-Schmidt, Friedl Hofbauer und Christine Nöstlinger
- Hurra, wir bekommen ein Geschwisterchen, 1999, mit Klara Horvath und  Maria Horvath
- Hände weg vom Abendschatten!, illustriert von Birgitta Heiskel, 1999
- Von Montag bis Alltag. Geschichten, die das Leben schreibt, 2000
- Hallo Partner. Oder die Sache mit dem Heiligen Geist, illustriert von Stephanie Wagner, 2000
- Begeisterung kennt keine Grenzen. Gedanken zur Firmung, gemeinsam mit Helmut Krätzl und Martin Gutl, 2000
- Funken vom großen Licht, 2001
- Kowan und der Wolf 2001
- Josef von Nazaret, illustriert von Elisabeth Singer, 2002
- Frau Ava, 2002
- Gott, ich habe einen Tipp für dich, 2002
- Ich will bei dir sein. Mein Buch zur Erstkommunion, 2003
- Kürbisfest, 2003
- … und die Spatzen pfeifen lassen. Geschichten von Don Bosco, 2003
- Fincas auf Mallorca, Merian Reiseführer, mit Eugen Sopko, 2003
- Die Schätze des Doktor Batthyany, 2003
- Anna und Sebastian. Geschichten zum Lesen und Weiterdenken, 2003
- Florian. Die letzten Tage eines Heiligen, 2004
- Der kleine Fuchs und das Christkind, 2008
- Ein Löffel Honig, illustriert von Birgitta Heiskel. Tyrolia Verlag 2019, Neuauflage, ISBN 978-3-7022-3726-4